# Saint-Priest-en-Murat
Saint-Priest-en-Murat település Franciaországban, Allier megyében. Lakosainak száma 213 fő (2022. január 1.). Saint-Priest-en-Murat Bézenet, Chappes, Murat, Saint-Bonnet-de-Four, Sazeret és Villefranche-d’Allier községekkel határos.

## Népesség
A település népessége az elmúlt években az alábbi módon változott:
| Lakosok száma | 413  | 268  | 243  | 255  | 210  | 221  | 223  | 214  | 209  | 213  |
|               | 1968 | 1982 | 1990 | 2006 | 2013 | 2015 | 2017 | 2019 | 2020 | 2022 |